# Demeton
Demeton é um organotiofosfato inseticida de fórmula química C8H19O3PS2.